# Pilões (Paraíba)
Pilões is een gemeente in de Braziliaanse deelstaat Paraíba. De gemeente telt 7.068 inwoners (schatting 2009).